# 16. Dezember
Der 16. Dezember ist der 350. Tag des gregorianischen Kalenders (der 351. in Schaltjahren), somit bleiben 15 Tage bis zum Jahresende.

## Ereignisse

### Politik und Weltgeschehen
- 1431: Im Alter von 10 Jahren wird der englische König Heinrich VI. in Notre-Dame in Paris zum König von Frankreich gekrönt.
- 1526: Der Habsburger Ferdinand I. wird von den Ständen in Preßburg zum König von Ungarn gewählt.

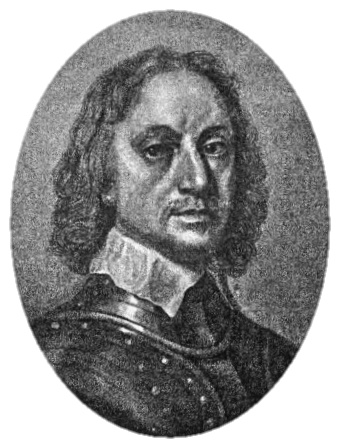
1653: Oliver Cromwell

- 1653: Englands erste geschriebene Verfassung, das Instrument of Government, wird vom englischen Armeerat in London verkündet. Oliver Cromwell nimmt den Titel Lord Protector of England, Scotland and Ireland an.
- 1740: Der preußische König Friedrich der Große lässt das zu Österreich gehörende Schlesien besetzen. In der Folge beginnen die Schlesischen Kriege als Teil des Österreichischen Erbfolgekrieges.
- 1761: Nach viermonatiger Belagerung kapituliert die preußische Festung Kolberg wegen Hungergefahr im Siebenjährigen Krieg gegenüber russischen Truppen unter Pjotr Alexandrowitsch Rumjanzew-Sadunaiski.

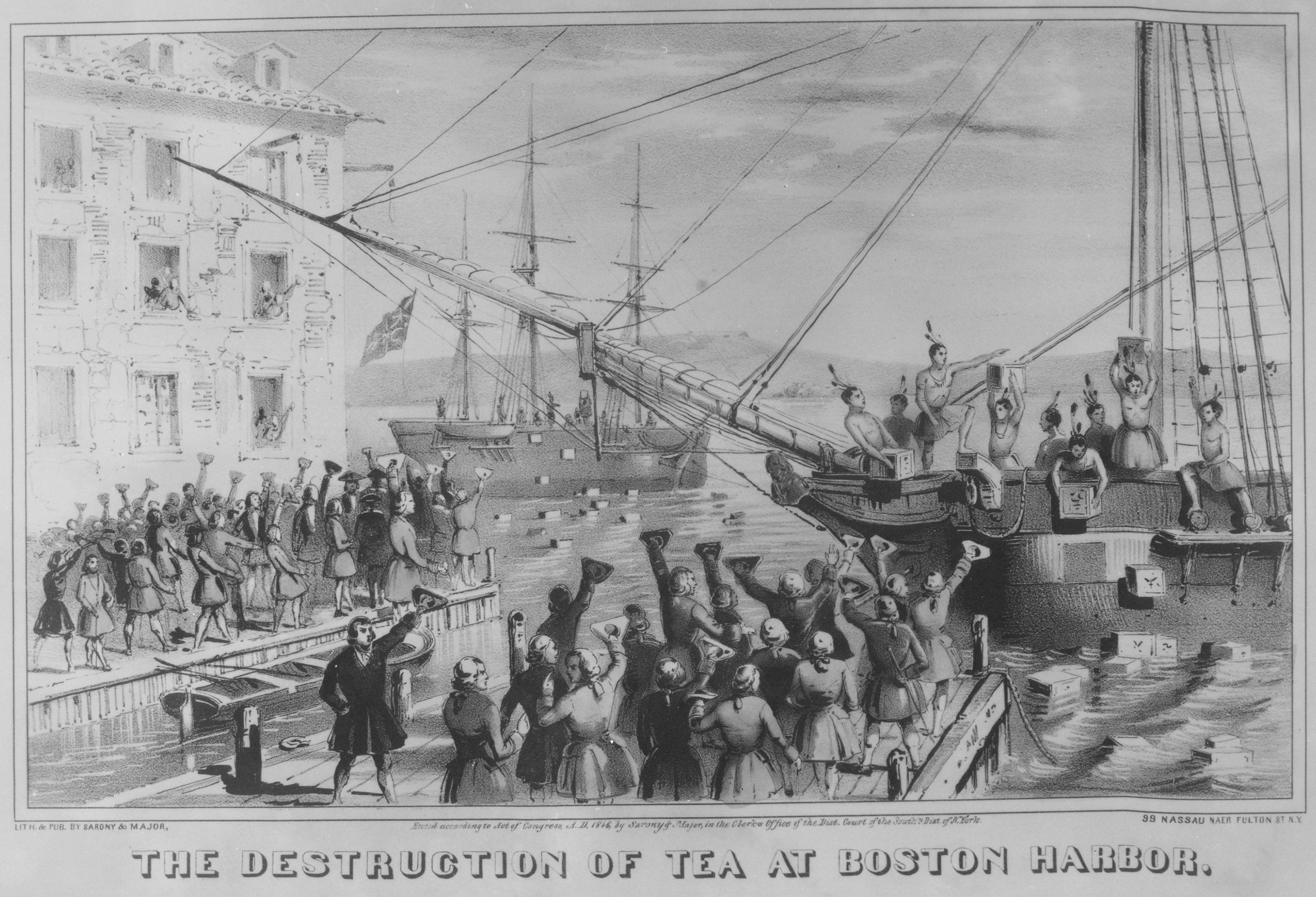
1773: Boston Tea Party

- 1773: Die Söhne der Freiheit, als Indianer verkleidete Bürger von Boston, entern Schiffe der englischen East India Company und zerstören drei Ladungen Tee. Diese Boston Tea Party und weitere ähnliche Aktionen gegen britische Teeimporte führen zwei Jahre später in den Amerikanischen Unabhängigkeitskrieg.
- 1812: Die geschlagenen Reste von Napoleons Grande Armée überqueren die Memel und erreichen Ostpreußen. Nur 18.000 von ehemals 400.000 Soldaten haben den Russlandfeldzug und die Flucht vor den nachrückenden russischen Verbänden überlebt.
- 1815: Die bisherige Kolonie Brasilien wird zum Königreich erklärt und damit dem Mutterland Portugal gleichgestellt. Die brasilianische Unabhängigkeitsbewegung erreicht damit einen wichtigen Meilenstein.
- 1830: Uruguay entscheidet sich für seine Nationalflagge in der heutigen Form.

Flagge Uruguays

- 1838: Die Buren unter Andries Pretorius besiegen die Zulu von König Dingane in der Schlacht am Blood River. Das ermöglicht in der Folge die Gründung der Burenrepublik Natalia.
- 1864: In der verlustreichen Schlacht von Nashville bringen Unionstruppen den Südstaaten im Amerikanischen Bürgerkrieg eine Niederlage bei.

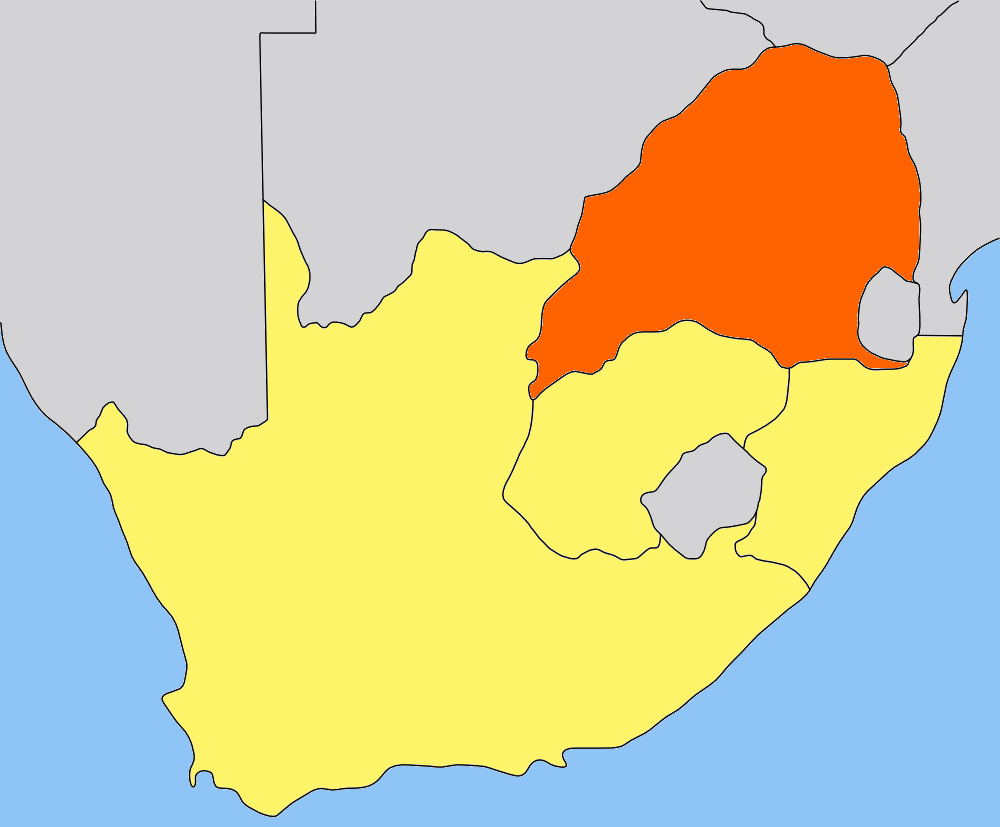
1880: Republik Transvaal

- 1880: Die Burenrepublik Transvaal erklärt unter dem Namen Südafrikanische Republik ihre Unabhängigkeit von Großbritannien. Im beginnenden Ersten Burenkrieg fallen die ersten Schüsse.
- 1907: Die Große Weiße Flotte startet zu einer Weltumrundung. Die Atlantikflotte der USA soll mit dampfgetriebenen Linienschiffen die Seemacht der Vereinigten Staaten demonstrieren.
- 1918: Im Berliner Preußischen Abgeordnetenhaus tritt der Reichskongress der Arbeiter- und Soldatenräte zusammen.
- 1922: Gabriel Narutowicz, das erste gewählte Staatsoberhaupt der Zweiten Polnischen Republik, wird nur sieben Tage nach seiner Wahl auf der Treppe der Galeria Zachęta in Warschau von dem Fanatiker Eligiusz Niewiadomski ermordet.
- 1931: Auf Initiative des Reichsbanners Schwarz-Rot-Gold gründen die SPD und verschiedene Gewerkschaften die Eiserne Front. Sie wollen damit im Widerstand gegen den Nationalsozialismus ein Gegengewicht zur rechtsextremen Harzburger Front schaffen.
- 1938: Die Nationalsozialisten führen als Auszeichnung für kinderreiche Mütter das Mutterkreuz ein. Die ersten Verleihungen finden am 21. Mai 1939 statt.
- 1941: Im Pazifikkrieg beginnt die japanische Invasion Borneos.

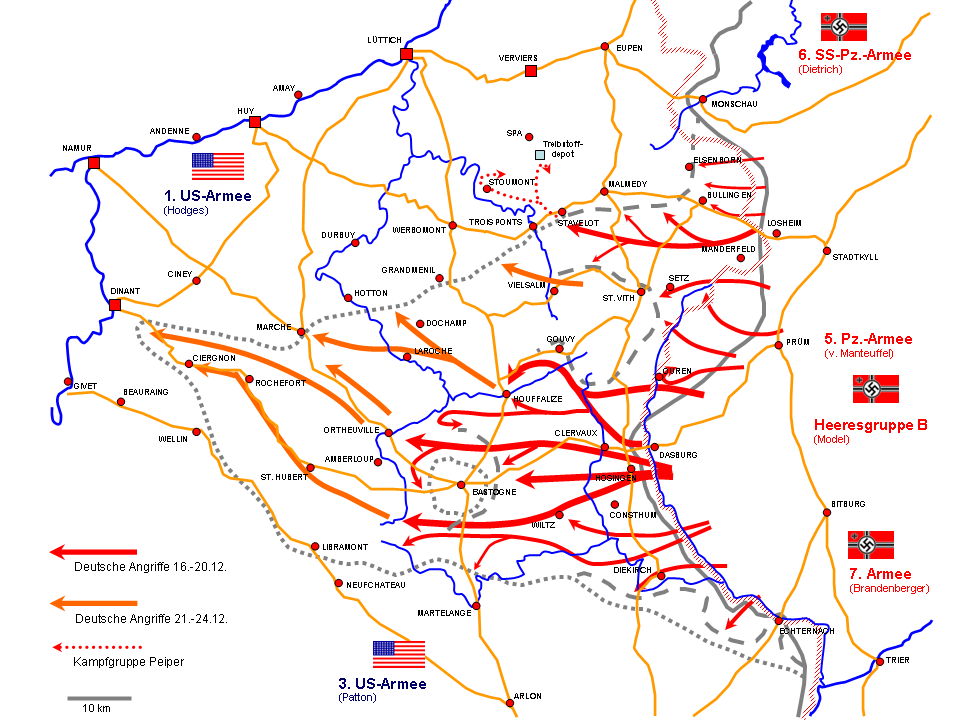
1944: Die Ardennenoffensive

- 1944: Im Zweiten Weltkrieg beginnt an der Westfront die Ardennenoffensive, mit der die deutsche Wehrmacht vergeblich versucht, die alliierten Streitkräfte zurückzuwerfen. Gleichzeitig beginnt das Unternehmen Greif, mit dem Verwirrung hinter den amerikanischen Linien gestiftet werden soll.
- 1946: Die am 22. Januar gegründete Republik Kurdistan, ein Staat im heutigen Iran, wird von der iranischen Armee erobert. Die Truppen besetzen die Stadt Mahabad, nachdem es im Vorfeld nicht zu einer Einigung gekommen ist.
- 1960: Mit Inkrafttreten des entsprechenden Gesetzes werden der Deutschlandfunk (als Nachfolger des Deutschen Langwellensenders) und die Deutsche Welle als eigenständige Rundfunkanstalten des Bundesrechts errichtet.
- 1961: Umkhonto we Sizwe, der militante Arm des African National Congress, der sich gegen die Apartheid in Südafrika einsetzt, wird gegründet.
- 1965: Nach dem Tod seiner Mutter Salote Tupou III. folgt Taufaʻahau Tupou IV. ihr auf Tongas Thron nach.
- 1971: Der Bangladesch-Krieg endet in Ostpakistan mit der Kapitulation der westpakistanischen Einheiten. Am Folgetag endet er durch einen Waffenstillstand mit Indien auch in Westpakistan.
- 1971: Die Generalversammlung der Vereinten Nationen beschließt die Konvention über das Verbot der Entwicklung, Herstellung und Lagerung bakteriologischer (biologischer) Waffen und Toxinwaffen sowie über die Vernichtung solcher Waffen (Biowaffenkonvention). Sie tritt am 26. März 1975 in Kraft.
- 1978: US-Präsident Jimmy Carter gibt die Aufnahme diplomatischer Beziehungen der USA zur Volksrepublik China bekannt.
- 1981: Im polnischen Steinkohlebergwerk KWK „Wujek“ kommt es zur „Pazifikation“ des Streiks durch Militärabteilungen, Miliz und ZOMO. Bei der blutigen Niederwerfung verlieren 9 Bergleute ihr Leben.
- 1988: In Schwandorf steckt ein stadtbekannter Neonazi aus rassistischen Gründen ein Haus in Brand, in dem vorwiegend Türken wohnten. Durch den Brandanschlag verlieren vier Menschen ihr Leben.

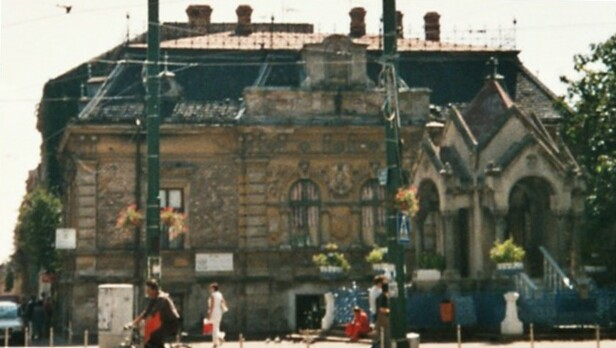
1989: Die „Maria“ in Timișoara, der Ausgangspunkt des Aufstands

- 1989: Bei der Rumänischen Revolution kommt es zu ersten Zusammenstößen der Demonstranten mit der rumänischen Sicherheitspolizei Securitate in Timișoara. Pfarrer László Tőkés wird verhaftet und abtransportiert.
- 1990: Mit überwältigender Mehrheit gewinnt Jean-Bertrand Aristide die ersten demokratischen Präsidentschaftswahlen in der Geschichte Haitis.
- 1991: Kasachstan erklärt seine Unabhängigkeit von der UdSSR.
- 1991: Die umstrittene Resolution 3379 der UN-Generalversammlung vom 10. November 1975, die unter anderem Zionismus als eine Form von Rassismus einstuft, wird nach erneuter Abstimmung zurückgenommen.
- 1998: Die Operation Desert Fox im Irak beginnt. US-amerikanische und britische Truppen starten ein viertägiges Bombardement militärischer Ziele in der Hauptstadt Bagdad und im übrigen Land.
- 1999: Der frühere Bundeskanzler und CDU-Vorsitzende Helmut Kohl räumt ein, dass er in der CDU-Spendenaffäre insgesamt 2,1 Millionen DM illegale Parteispenden im Verlauf mehrerer Jahre angenommen und an die CDU weitergegeben hat. Die Namen der Spender gibt der Politiker unter Berufung auf das ihnen von ihm gegebene Ehrenwort nicht preis.
- 2020: Infolge der COVID-19-Pandemie beginnt in Deutschland der zweite Lockdown.
- 2024: Bundeskanzler Olaf Scholz (SPD) verliert am 16. Dezember 2024 die Vertrauensfrage im Deutschen Bundestag.

### Wirtschaft
- 1916: Das k.u.k. Kriegsministerium genehmigt die Errichtung der Pulverfabrik Skodawerke-Wetzler in Moosbierbaum, woraus in der Zwischenkriegszeit eines der größten Chemie- und Rüstungsunternehmen in Österreich entsteht.
- 1946: Der Modeschöpfer Christian Dior richtet in Paris sein Atelier ein.
- 1948: Die Kreditanstalt für Wiederaufbau (KfW) nimmt in Frankfurt am Main ihre Arbeit zur Umsetzung des Marshallplans auf.
- 1963: Zwischen der Bundesrepublik Deutschland und Südkorea wird ein Abkommen zur Beschäftigung koreanischer Bergarbeiter im westdeutschen Steinkohlebergbau geschlossen.
- 1971: Sapporo eröffnet als vierte japanische Stadt sein U-Bahn-Netz.
- 1995: In Madrid endet die Tagung des Europäischen Rates, auf der Euro und Cent als Bezeichnungen für die zukünftige gemeinsame Währung festgelegt worden sind.

### Wissenschaft und Technik
- 1497: Bei seinem Versuch, einen Seeweg nach Indien zu finden, erreicht der portugiesische Seefahrer Vasco da Gama die Mündung des Great Fish River in Südafrika und damit den Endpunkt der zweiten Entdeckungsreise seines Landsmannes Bartolomeu Dias.
- 1707: In London findet die erste Sitzung der Gelehrtengesellschaft Society of Antiquaries of London statt. Die Mitglieder wollen sich um Altertümer und Kulturgüter des Landes kümmern.
- 1750: In Oslo wird die Krigsskolen als Den frie matematiske skole i Christiania durch königliches Dekret errichtet.

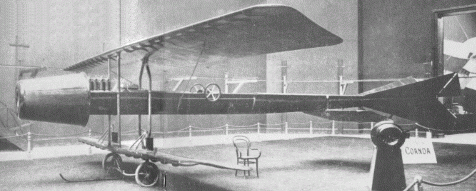
1910: Coandă-Flugzeug

- 1910: Bei einem unfreiwilligen Flugtest mit der Coanda-1910 entdeckt der rumänische Physiker und Aerodynamiker Henri Marie Coandă den nach ihm benannten Coandă-Effekt.
- 1935: Die Huey P. Long Bridge über den Mississippi wird eingeweiht.
- 1954: Dem Chemiker Tracy Hall gelingt es mit einer selbst entwickelten Presse, synthetische Diamanten reproduzierbar herzustellen.
- 1957: Mit dem Rossendorfer Forschungsreaktor wird nahe Dresden der erste Atomreaktor der DDR für die Forschung in Betrieb genommen.
- 1965: Die NASA startet die Raumsonde Pioneer 6 mit einer Delta-Rakete in Richtung Sonne. Der letzte Kontakt findet am 8. Dezember 2000 statt, 35 Jahre nach dem Start.
- 1968: Im Zuge der bundesdeutschen Bildungsreform entsteht die feierlich eröffnete Universität Dortmund.
- 1994: Am Kernforschungszentrum CERN beginnt der Bau des derzeit leistungsstärksten Teilchenbeschleunigers der Welt, des Large Hadron Collider.
- 2022: In der Sache J. Robert Oppenheimer wird in den USA entschieden, den Beschluss vom Juni 1954 zu widerrufen, dem wissenschaftlichen Leiter des Manhattan-Projekts die sogenannte „Sicherheitsgarantie“ zu verweigern.

### Kultur
- 1835: An der Opéra-Comique in Paris erfolgt die Uraufführung der komischen Oper L’éclair (Der Blitz) von Fromental Halévy.
- 1837: Am Theater am Kärntnertor in Wien findet die Uraufführung der romantischen Oper Der Gang zum Eisenhammer von Conradin Kreutzer statt.

1840: Nestroys Der Talisman

- 1840: Die dem Alt-Wiener Volkstheater zugehörige Posse Der Talisman von Johann Nestroy mit der Musik von Adolf Müller senior wird am Theater an der Wien uraufgeführt.
- 1864: In Paris findet die Uraufführung der Operette Le Serpent à plumes von Léo Delibes am Théâtre des Bouffes-Parisiens statt.
- 1893: An der Carnegie Hall in New York erfolgt die Uraufführung der Sinfonie Nr. 9 Aus der neuen Welt in E-Moll Opus 95 von Antonín Dvořák.
- 1894: Am Deutschen Theater in Prag wird die Oper Donna Diana von Emil Nikolaus von Reznicek uraufgeführt.
- 1902: An der Nationaloper in Budapest wird die Oper Götz von Berlichingen von Karl Goldmark uraufgeführt.
- 1925: Die heutige Sri Lanka Broadcasting Corporation in Sri Lanka nimmt ihren Sendebetrieb auf.
- 1941: Der Propagandafilm Quax, der Bruchpilot mit Heinz Rühmann in der Titelrolle wird in Hamburg uraufgeführt.
- 1954: Der unter der Regie von Wolfgang Liebeneiner entstandene Spielfilm Auf der Reeperbahn nachts um halb eins hat in Hamburg Premiere.
- 1958: Franz Peter Wirths Film Helden mit den Hauptdarstellern O. W. Fischer und Liselotte Pulver wird in Hamburg erstmals gezeigt.
- 1986: Die erste Folge der Krimireihe Großstadtrevier wird ausgestrahlt.
- 1992: Der erste Stolperstein zur Erinnerung an NS-Opfer wird in Köln verlegt.
- 1999: Günter Grass erhält den Nobelpreis für Literatur.
- 2000: Die letzte Sendung der ZDF-Hitparade wird ausgestrahlt.
- 2015: Die letzte Sendung der TV-Show TV total mit Stefan Raab als Moderator wird ausgestrahlt.

### Gesellschaft
- 1985: Vier Auftragsmörder töten in Manhattan den Mobster Paul Castellano, das Oberhaupt der der Mafia zugerechneten Gambino-Familie, und seinen Begleiter Thomas Bilotti. Als Drahtzieher der Morde wird John Gotti angesehen, der an die Spitze nachrückt.
- 2012: In Neu-Delhi wird eine 23-jährige Inderin von sechs Männern misshandelt und vergewaltigt und stirbt fast zwei Wochen später an den erlittenen Verletzungen. Die Tat löst mehrtägige Proteste in vielen Städten Indiens und ein weltweites Medienecho aus.
- 2014: Islamistische Talibankämpfer töten in Peschawar, Pakistan, 132 Schulkinder und neun weitere Personen; 125 weitere Personen werden verletzt.

### Religion
- 0882: Marinus I. folgt als Papst auf Johannes VIII.
- 0955: Octavian, Sohn des einflussreichen Fürsten Alberich II. von Spoleto, wird als Johannes XII. Nachfolger des verstorbenen Papstes Agapitus II.

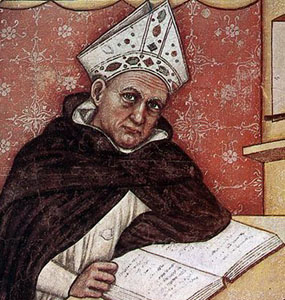
1931: Albertus Magnus

- 1931: Papst Pius XI. spricht in Rom Albertus Magnus heilig und erklärt ihn zugleich zum Kirchenlehrer.

### Katastrophen
- 1575: Das Erdbeben von Valdivia zählt zu den stärksten Erdbeben in der Geschichte Chiles. Neben Zerstörungen gibt es in der Stadt wenige Tote, doch blockiert ein ausgelöster Erdrutsch den Abfluss aus dem Lago Riñihue. Der natürliche Damm bricht vier Monate später mit einer todbringenden Flutwelle.

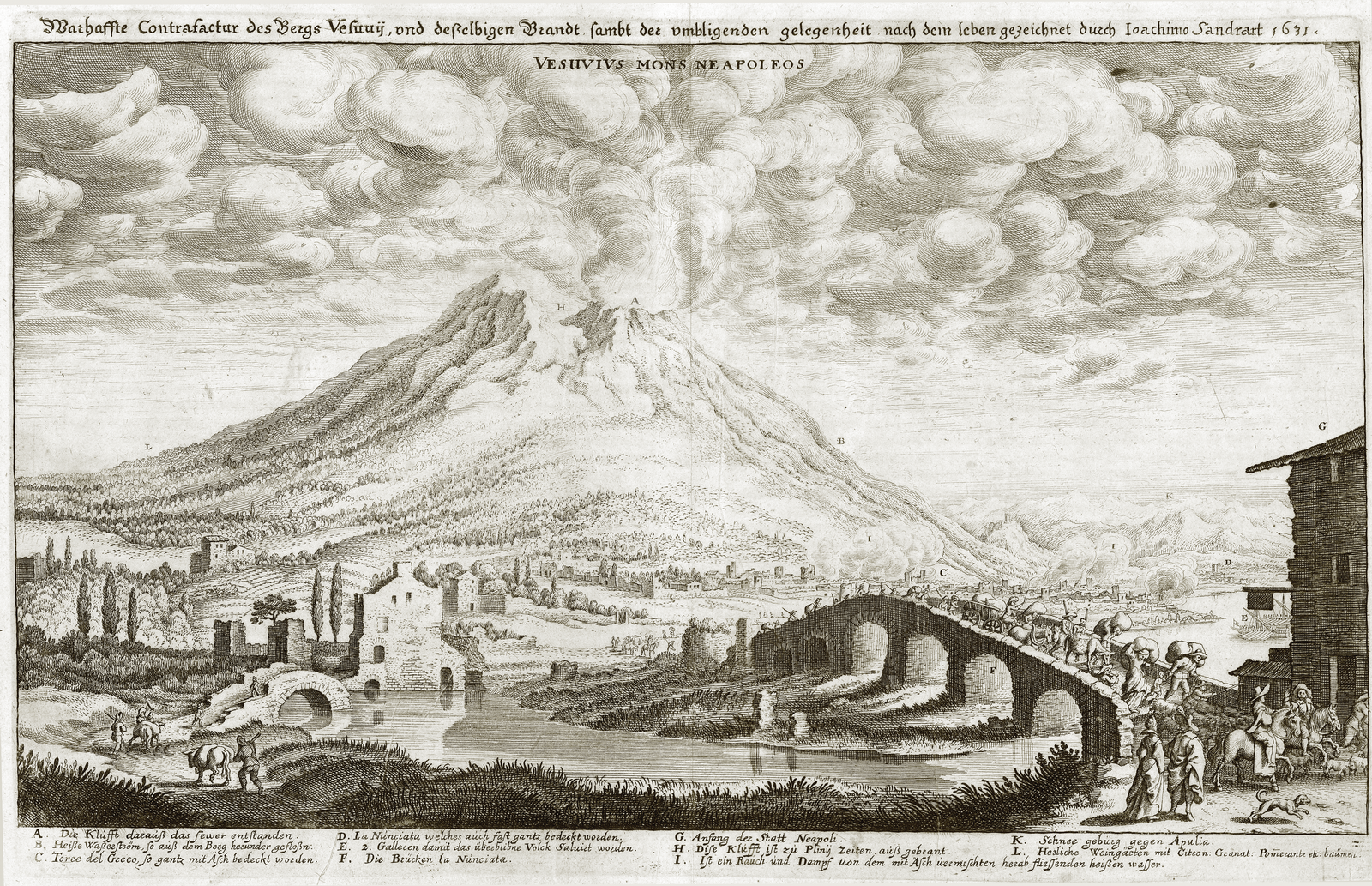
1631: Vesuv

- 1631: Der Vesuv bricht aus. Die bis zum 18. Dezember dauernde Eruption kostet etwa 4.000 Menschen das Leben. 40.000 Menschen bringen sich aus den umliegenden Orten nach Neapel in Sicherheit.
- 1796: Beim Untergang des französischen Linienschiffs Séduisant vor Brest sterben 680 Besatzungsmitglieder und Soldaten.
- 1811: Bei New Madrid im US-Bundesstaat Missouri ereignet sich ein schweres Erdbeben der Stärke 7 auf der Richterskala. Bis zum Februar des Folgejahres kommt es immer wieder zu kleineren Erdstößen, die stärksten am 23. Januar und am 7. Februar erreichen ebenfalls jeweils die Stärke 7. Bei dem Erdbeben wird der Lauf des Mississippi River teilweise umgeleitet und neue Seen entstehen.
- 1857: In der Basilikata ereignet sich ein starkes Erdbeben, das über 11.000 Tote verursacht. Der irische Geophysiker Robert Mallet reist in der Folge nach Italien, um die Katastrophe zu erforschen.
- 1902: Ein Erdbeben der Stärke 6,4 in Turkestan fordert ca. 4.500 Tote.
- 1920: Das Erdbeben von Haiyuan mit der Stärke 7,8 auf der Richterskala erschüttert die Provinz Gansu in China und fordert mehr als 200.000 Todesopfer.
- 1960: Eine Douglas DC-8 auf dem Flug von Chicago nach Idlewild und eine Lockheed Super Constellation der TWA im Anflug auf den Flughafen LaGuardia kollidieren im Nebel. 134 Personen sterben.
- 1966: Das südkoreanische Fährschiff Namjung-Ho kentert. 270 Menschen sterben.
- 1991: Das ägyptische Fährschiff Salem Express läuft auf ein Riff und sinkt. Über 700 Personen kommen ums Leben, etwa 200 können gerettet werden.

Kleinere Unglücksfälle sind in den Unterartikeln von Katastrophe und in der Liste von Katastrophen aufgeführt.

### Natur und Umwelt

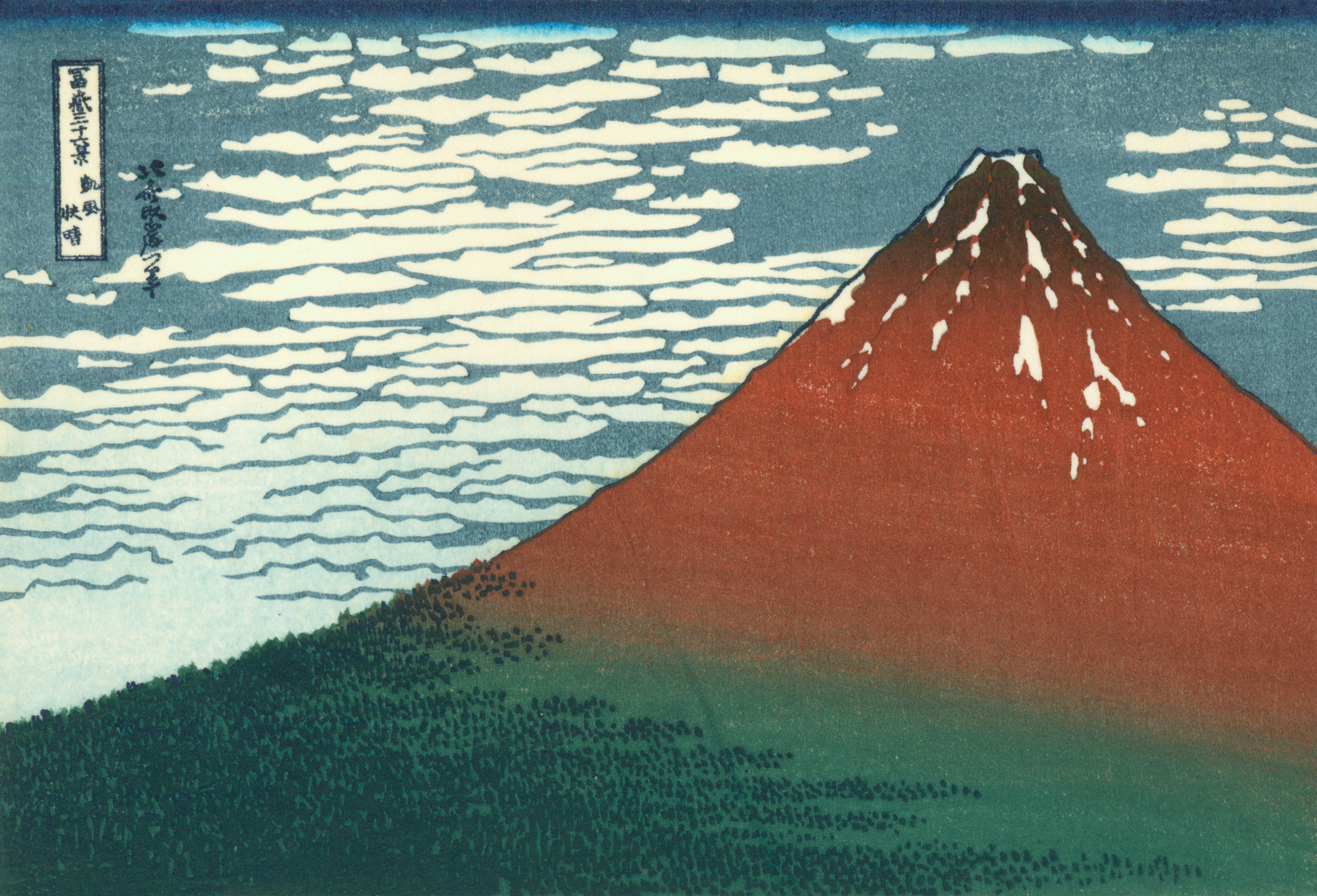
1707: Ansicht des Berges Fuji (Holztafeldruck, um 1830)

- 1707: Der Vulkan Fuji, Japans höchster Berg, beginnt seine letzte Eruption. Der Ausbruch von etwa zweiwöchiger Dauer lässt einen zweiten Vulkankrater auf halber Höhe des Berges entstehen.

### Sport
- 1899: Die AC Mailand wird als Milan Football and Cricket Club von einer Gruppe ausgewanderter englischer Geschäftsleute unter der Leitung von Alfred Edwards gegründet.
- 1900: Der Sportverein FC Alemannia Aachen wird von 18 Schülern des Kaiser-Wilhelm-Gymnasiums, der Oberrealschule und des Realgymnasiums in Aachen gegründet.
- 1979: Die USA gewinnen in der 68. Ausgabe des Davis Cup mit 4:1 gegen Australien. Das Finalspiel wird im White City Stadium in Sydney ausgetragen.
- 1979: San Francisco 49ers Runningback O. J. Simpson spielt gegen die Atlanta Falcons sein letztes Spiel in der NFL.
- 2007: Die AC Mailand gewinnt die FIFA-Klub-Weltmeisterschaft, wobei in Yokohama der Sieger der Copa Libertadores 2007, die Boca Juniors, mit 4:2 geschlagen werden.

Einträge von Leichtathletik-Weltrekorden befinden sich unter der jeweiligen Disziplin unter Leichtathletik.

## Geboren

### Vor dem 18. Jahrhundert
- 1485: Katharina von Aragon, als Frau Heinrichs VIII. Königin von England
- 1534: Hans Bol, niederländischer Zeichner und Maler
- 1534: Lucas Osiander der Ältere, deutscher Pfarrer der Evangelischen Landeskirche in Württemberg
- 1555: Hermann Vultejus, deutscher Jurist
- 1577: Johann Georg von Brandenburg, Herzog von Jägerndorf und Administrator des Bistums Straßburg
- 1584: John Selden, englischer Universalgelehrter
- 1614: Eberhard III., Herzog von Württemberg
- 1616: Guidobald von Thun und Hohenstein, Erzbischof von Salzburg und Bischof von Regensburg
- 1629: Ahasverus Fritsch, deutscher Jurist und Kirchenlieddichter
- 1629: Melchor Liñán y Cisneros, spanischer Bischof und Kolonialbeamter, Vizekönig von Peru
- 1632: Erik Benzelius der Ältere, schwedischer lutherischer Theologe und Erzbischof von Uppsala
- 1636: Johann Carl Landeck, deutscher Uhrmacher und Instrumentenbauer
- 1637: William Neile, englischer Mathematiker
- 1661: Christian Wermuth, deutscher Medailleur, Buchhändler und Münzpräger
- 1666: Auguste Dorothea, Prinzessin von Braunschweig-Wolfenbüttel
- 1667: Johann Friedrich Hertel, deutscher Rechtswissenschaftler
- 1673: Johanna Sophie zu Hohenlohe-Langenburg, Gräfin zu Schaumburg-Lippe
- 1679: Anselm Reichlin von Meldegg, Fürstabt von Kempten

### 18. Jahrhundert
- 1704: Ludolph Lafontaine, deutscher Freimaurer, Porträtist, Miniatur- und Hofmaler
- 1708: Rochus Friedrich zu Lynar, deutscher Diplomat in dänischen Diensten
- 1714: George Whitefield, britischer Geistlicher, Mitbegründer des Methodismus
- 1716: Louis-Jules Mancini-Mazarini, französischer Politiker und Schriftsteller
- 1717: Elizabeth Carter, englische Dichterin, Altertumswissenschaftlerin, Autorin und Übersetzerin
- 1718: Johann Tobias Krebs, deutscher Philologe und Pädagoge
- 1730: Diego Silang, philippinischer Aufständischer
- 1741: Nathan ben Simeon ha-Kohen Adler, deutscher Kabbalist und Rabbiner

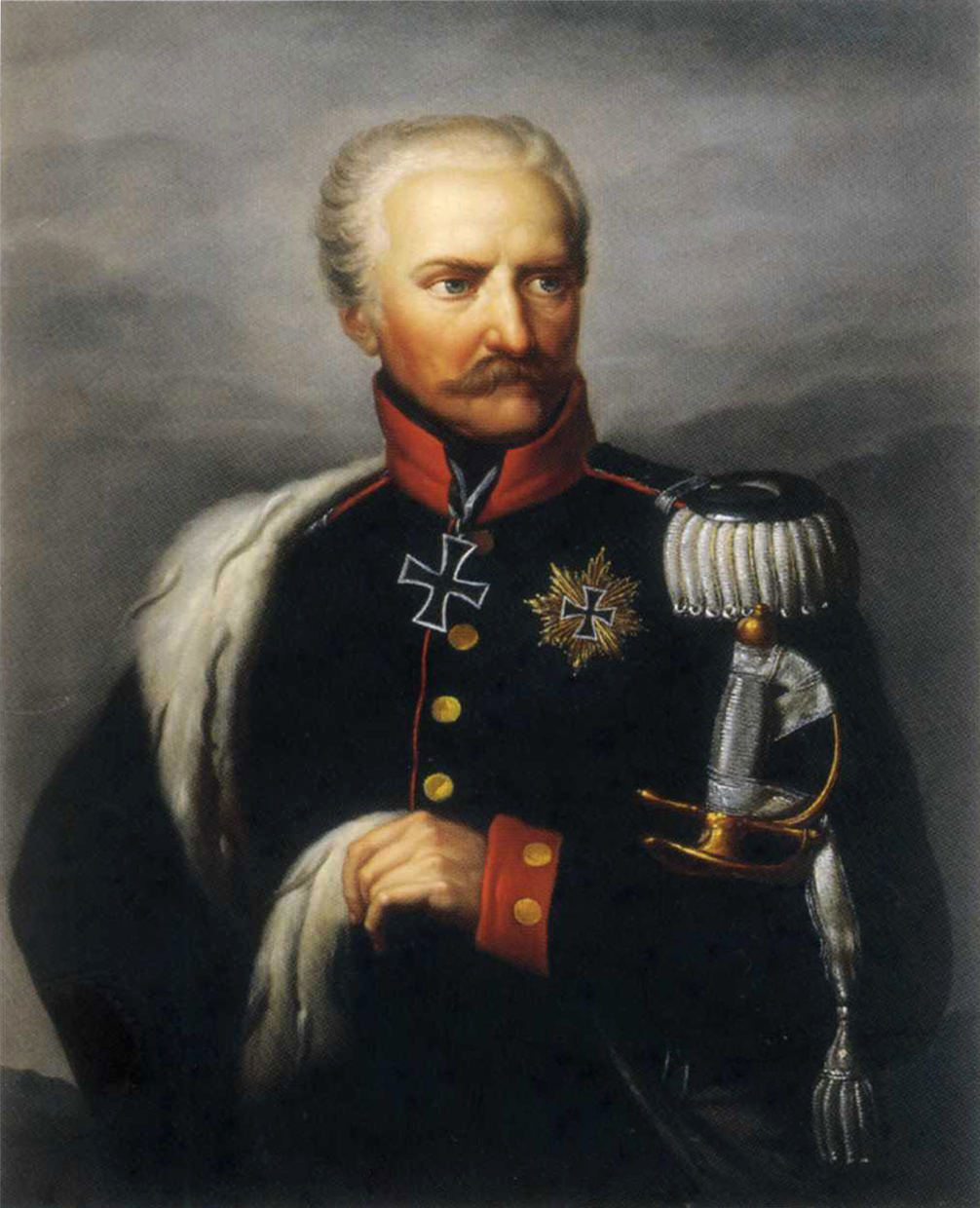
Gebhard Leberecht von Blücher (* 1742)

- 1742: Gebhard Leberecht von Blücher, preußischer Generalfeldmarschall
- 1745: Philipp Karl von Alvensleben, preußischer Staats-, Kriegs- und Kabinettsminister
- 1747: Johann Friedrich VII. von Alvensleben, preußischer Landrat und Gutsbesitzer
- 1756: Tommaso Arezzo, italienischer Kardinal
- 1760: Gottfried Eberhard Hoffmann, deutscher Verwaltungsjurist
- 1764: Benjamin Adams, US-amerikanischer Politiker
- 1771: William B. Cooper, US-amerikanischer Politiker
- 1775: Jane Austen, englische Schriftstellerin
- 1775: François-Adrien Boïeldieu, französischer Opernkomponist
- 1776: Johann W. Ritter, deutscher Physiker
- 1777ː Barbe-Nicole Clicquot-Ponsardin, französische Geschäftsfrau und die erste Frau überhaupt, die ein Champagnerhaus leitete
- 1780: Iver Hesselberg, norwegischer Pfarrer und Autor
- 1782: Louis-Barthélémy Pradher, französischer Pianist, Komponist und Musikpädagoge
- 1783: Georg Karl Wisner von Morgenstern, kroatischer Komponist, Dirigent und Musikpädagoge
- 1790: Leopold I., erster König der Belgier
- 1796: Pierre-Ignace Aubry, schweizerischer Politiker
- 1800ː Élise de Perthuis, Pariser Salonière und enge Freundin von Frédéric Chopin sowie Mäzenatin zahlreicher Künstler

### 19. Jahrhundert

#### 1801–1850
- 1804ː Adèle Kindt, belgische Historien- und Genremalerin
- 1805: Isidore Geoffroy Saint-Hilaire, französischer Ethologe und Zoologe
- 1806: Pierre Lachambeaudie, französischer Fabeldichter
- 1807: Heinrich Joseph Adami, österreichischer Schriftsteller und Zeitungsjournalist
- 1808: Kinsley Bingham, US-amerikanischer Politiker
- 1809: Carl Baunscheidt, deutscher Gewerbelehrer, Stellmacher, Mechaniker und Erfinder
- 1811ː Octavie de Lasalle, deutsch-französische Malerin
- 1816: José María Cabral, dominikanischer Politiker und Präsident der Dominikanischen Republik
- 1819: Jaroměr Hendrich Imiš, sorbischer evangelischer Pfarrer und Kulturpolitiker
- 1824: Bertha Pabst-Ross, deutsche Malerin
- 1825: Robert Prescott Stewart, irischer Organist, Dirigent und Komponist
- 1826: Giambattista Donati, italienischer Astronom
- 1827: Jean Abraham Chrétien Oudemans, niederländischer Astronom
- 1830: Michael Birkeland, norwegischer Historiker, Archivar und Politiker
- 1832: Wilhelm Julius Foerster, deutscher Astronom
- 1834: Léon Walras, französischer Volkswirt
- 1836: Ernst von Bergmann, deutscher Chirurg
- 1839: José Miguel Blanco, chilenischer Bildhauer
- 1841: Anders Andersen-Lundby, dänischer Kunstmaler

Melitta Otto-Alvsleben (* 1842)

- 1842: Melitta Otto-Alvsleben, deutsche Sängerin
- 1847: Augusta Holmès, französische Komponistin
- 1847: Bertha Wegmann, dänische Malerin
- 1850: Joseph Taylor, schottischer Fußballspieler

#### 1851–1900
- 1854: Johann Diepenbrock, deutscher Orgelbauer
- 1855: Louis Nels, deutscher Kolonialbeamter
- 1857: Edward Barnard, US-amerikanischer Astronom
- 1858: Agnes Baden-Powell, britische erste Weltführerin der Pfadfinderinnen
- 1863: George Santayana, US-amerikanischer Philosoph

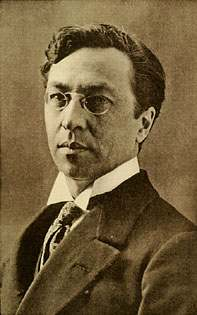
Wassily Kandinsky (* 1866)

- 1866: Wassily Kandinsky, russischer Maler, Grafiker und Kunsttheoretiker
- 1867: Arthur Schloßmann, deutscher Kinderarzt, Gründer der ersten Säuglingsklinik
- 1873: Robert Leinert, deutscher Politiker, MdL, Landtagspräsident, Oberbürgermeister Hannovers
- 1874: Johann Michael Bossard, Schweizer Künstler
- 1875: Richard Aßmann, deutscher Betriebsratsvorsitzender und Politiker
- 1876: Rodolphe William Seeldrayers, belgischer Fußballfunktionär, FIFA-Präsident
- 1879ː Sofie Korner, österreichische Malerin, Holocaustopfer
- 1879: Hans Watzlik, sudetendeutscher Schriftsteller
- 1882: Zoltán Kodály, ungarischer Komponist
- 1887: Johann Grahsl, österreichischer römisch-katholischer Priester
- 1887: Johann Radon, österreichischer Mathematiker
- 1888: Alexander I., König der Serben, Kroaten und Slowenen, Königsdiktator von Jugoslawien
- 1888: Wilhelm Murr, deutscher Politiker in der NS-Zeit
- 1891: Leonhard Adam, deutscher Rechtswissenschaftler und Ethnologe
- 1891: Walter Laedrach, Schweizer Lehrer und Schriftsteller
- 1892: Johannes van der Vegte, niederländischer Ruderer
- 1893: Giulio Aquila, ungarischer Funktionär
- 1895: Giulio Lamberti, italienischer Ruderer
- 1898: Johannes Semler, deutscher Politiker, MdB
- 1898: Ján Smrek, slowakischer Schriftsteller und Herausgeber
- 1898ː Nora Stiasny, Holocaustopfer
- 1899: Hans Barion, deutscher katholischer Kirchenrechtler
- 1899: Noël Coward, britischer Dramatiker
- 1899: Hans Korte, deutscher Generalmajor
- 1899: Anders Pedersen, dänischer Boxer

### 20. Jahrhundert

#### 1901–1925
- 1901: Margaret Mead, US-amerikanische Anthropologin und Ethnologin
- 1902: Rafael Alberti, spanischer Dichter
- 1902: Oskar Grether, deutscher evangelischer Theologe und Hochschullehrer
- 1903: Guy Lapchin, französischer Automobilrennfahrer
- 1904: Nakanoshima Kin-ichi, japanischer Komponist
- 1905: Piet Hein, dänischer Wissenschaftler, Mathematiker, Erfinder und Literat

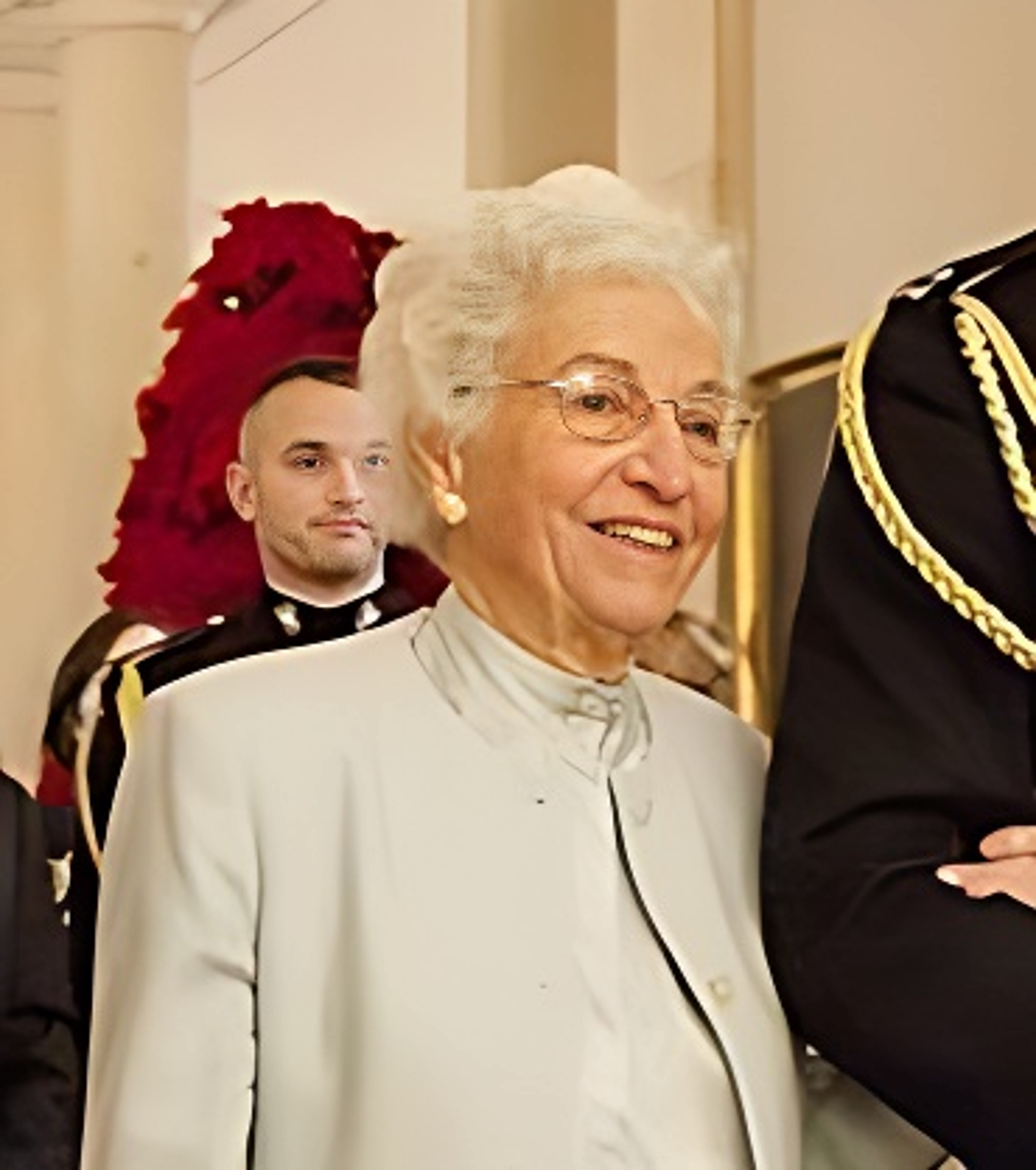
Ruth Johnson Colvin (* 1916)

- 1905: Paul Wandel, deutscher Politiker, erster Minister für Volksbildung und Jugend der DDR
- 1906: Arwed Blomeyer, deutscher Rechtswissenschaftler
- 1906: John Morrison, 1. Baron Margadale, britischer Politiker
- 1907: Barbara Kent, kanadische Schauspielerin
- 1908: Hans Schaffner, Schweizer Politiker
- 1910: Robert Noehren, US-amerikanischer Organist, Orgelbauer und Musikpädagoge
- 1910: Stanojlo Rajičić, serbischer Komponist
- 1913: Paul Herrmann, deutscher Politiker
- 1913: Buddy Parker, US-amerikanischer American-Football-Spieler und -Trainer
- 1914: Toti Scialoja, italienischer Maler und Schriftsteller
- 1915: Georgi Wassiljewitsch Swiridow, russischer Komponist
- 1916ː Ruth Johnson Colvin, US-amerikanische Aktivistin gegen Analphabetismus und Autorin
- 1916: Gerhard Dabel, deutscher Schriftsteller und Leiter der Dienststelle Kinderlandverschickung bei der Reichsjugendführung
- 1917: Arthur C. Clarke, britischer Science-Fiction-Schriftsteller
- 1918: Pierre Delanoë, französischer Chansontexter
- 1918: George Doughty, britischer Komponist und Tubist
- 1920: Fritz Balogh, deutscher Fußballspieler
- 1920: Les Leston, britischer Automobilrennfahrer
- 1922: David Scott-Barrett, britischer Offizier
- 1923: Hiltraud Ast, österreichische Volkskundlerin und Heimatforscherin
- 1923: Hans Joachim Fröhlich, deutscher Forstwissenschaftler, Naturschützer und Sachbuchautor
- 1923: Werner Haentjes, deutscher Komponist und Dirigent
- 1923: Menahem Pressler, US-amerikanischer Pianist deutscher Herkunft
- 1924: Nancy Andrews, US-amerikanische Schauspielerin
- 1924: Roman Bek, tschechischer Philosoph
- 1924: Kurt Gscheidle, deutscher Gewerkschafter, Politiker, MdB, Bundesminister
- 1924: Karl Heinz Oppel, deutscher Schauspieler

#### 1926–1950
- 1926: Warren Adler, US-amerikanischer Autor
- 1926: Claude Brinegar, US-amerikanischer Politiker
- 1928: Bruce Ames, US-amerikanischer Biochemiker und Molekularbiologe
- 1928: Philip K. Dick, US-amerikanischer Schriftsteller

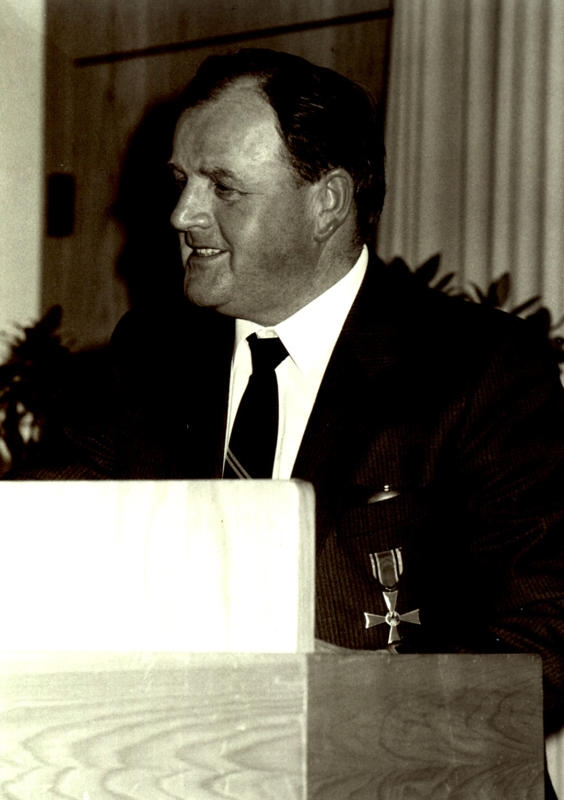
Friedrich Wilhelm Schnitzler (* 1928)

- 1928: Friedrich Wilhelm Schnitzler, deutscher Landwirt, Politiker, Manager und Unternehmer
- 1928: Daniel Timsit, algerischer Politiker, Arzt und Schriftsteller
- 1929: Bertil Andersson, schwedischer Eishockey- und Fußballspieler
- 1929: Kurt Böckmann, deutscher Ingenieur und Politiker, MdL, Landesminister
- 1929: Nicholas Courtney, britischer Schauspieler
- 1930: Benjamin Harkarvy, US-amerikanischer Tanzlehrer, Ballettmeister und Choreograph
- 1930: Sam Most, US-amerikanischer Jazz-Saxophonist und Flötist
- 1930: Norbert Schlottmann, deutscher Politiker, MdB
- 1931: Kenneth Gilbert, kanadischer Cembalist
- 1931: Shelby Singleton, US-amerikanischer Musikproduzent
- 1932: Grace Alele-Williams, nigerianische Mathematikerin
- 1932: Fifi Brix, deutsche Chansonnière, Komponistin und Autorin
- 1932: Otto Ernst Krasney, deutscher Jurist, Vizepräsident des Bundessozialgerichts
- 1932: Karel Oomen, belgischer Ringer
- 1932: Rodion Konstantinowitsch Schtschedrin, russischer Komponist und Pianist
- 1932: Henry Taylor, englischer Automobilrennfahrer und Geschäftsmann
- 1932: Douglas Winston, australischer Leichtathlet
- 1933: Johnny Hammond Smith, US-amerikanischer Jazzmusiker
- 1934: Nobuyuki Aihara, japanischer Geräteturner
- 1935: Olaf Dinné, deutscher Politiker, MdL, einer der ersten Abgeordneten der Grünen in einem Landesparlament
- 1935: Hans Joachim Marx, deutscher Musikwissenschaftler
- 1935: Nikos Sampson, zypriotischer Politiker, Präsident der Republik Zypern
- 1936: Christoph Anders, deutscher Politiker
- 1936: Elisabeth Kopp, Schweizer Politikerin
- 1936: René Ligonnet, französischer Automobilrennfahrer
- 1937: Joe Farrell, US-amerikanischer Jazzmusiker
- 1938: Simon Yussuf Assaf, libanesischer Priester und Poet
- 1938: Tommaso de Pra, italienischer Radrennfahrer
- 1938: Zbigniew Religa, polnischer Politiker
- 1938: Liv Ullmann, norwegische Schauspielerin und Regisseurin
- 1939: Nelly Restar, philippinische Leichtathletin
- 1939: Hansjoachim Walther, deutscher Politiker, MdB, Bundesminister
- 1939: Josef Christ, deutscher Fußballspieler
- 1940: Mary Osborn, britische Zellbiologin
- 1940: Hervé Poulain, französischer Unternehmer und Automobilrennfahrer
- 1940: Ricardo Rodríguez-Cavazos, US-amerikanischer Automobilrennfahrer
- 1941: Vittorio Mezzogiorno, italienischer Schauspieler
- 1941: Lesley Stahl, US-amerikanische TV-Journalistin
- 1941: Hans Peter Treichler, Schweizer Journalist, Autor und Interpret von Volksliedern und Chansons
- 1941: Robert Wurtz, französischer Fußballschiedsrichter
- 1942: Harm Dallmeyer, deutscher Politiker, MdL, MdB
- 1942: Jenny Schon, deutsche Schriftstellerin, Sinologin,
- 1942: Friedrich Denk, deutscher Lehrer und Buchautor
- 1944: John Abercrombie, US-amerikanischer Gitarrist und Bassist
- 1944: Nǃxau, namibischer Schauspieler
- 1945: Jörg Aufenanger, deutscher Schriftsteller und Regisseur
- 1946: Benny Andersson, schwedischer Musiker, Komponist und Musikproduzent (ABBA)
- 1946: Ernst Hack, österreichischer Ringer
- 1946: Axel Heinzmann, deutscher politischer Aktivist
- 1946: Trevor Pinnock, britischer Dirigent und Cembalist
- 1946: Roland Sandberg, schwedischer Fußballspieler
- 1947: Krystyna Makowska-Ławrynowicz, polnische Pianistin und Musikpädagogin
- 1947: Vince Matthews, US-amerikanischer Sprinter
- 1948: Pat Quinn, US-amerikanischer Politiker
- 1949: Billy Gibbons, US-amerikanischer Musiker, Sänger und Songschreiber (ZZ Top)
- 1950: Mark Alan Adler, US-amerikanischer Mathematiker
- 1950: Krzysztof Baculewski, polnischer Komponist und Musikpädagoge
- 1950: Eugene Robert Glazer, US-amerikanischer Schauspieler

#### 1951–1975
- 1951: Robben Ford, US-amerikanischer Bluesgitarrist
- 1951: Hans Heinz, deutscher Politiker, MdL
- 1951: Mark Patterson, US-amerikanischer Unternehmer und Automobilrennfahrer
- 1952: Manuel Barrueco, kubanischer Gitarrist
- 1952: Alex Fergusson, britischer Gitarrist und Musikproduzent
- 1952: Francesco Graziani, italienischer Fußballspieler
- 1954: Joe Fonda, US-amerikanischer Jazzbassist
- 1954: Peter Meisinger, deutscher Handballspieler und -trainer
- 1954: Timothy Sullivan, kanadischer Komponist und Musikpädagoge
- 1957: Victor Agbayani, philippinischer Politiker
- 1957: Alison Bentley, britische Jazzmusikerin
- 1957: Gerald Hambitzer, deutscher Cembalist, Clavichord- und Fortepianospieler
- 1958: Bart Oates, US-amerikanischer American-Football-Spieler
- 1959: Mutsumi Aoki, japanische Künstlerin
- 1959: Ida Golin, italienische Fußballerin
- 1959: Juri Schewzow, weißrussischer Handballspieler und -trainer
- 1959: Ingo Wellenreuther, deutscher Politiker und Sportfunktionär, MdB
- 1960: John Cryan, britischer Bankmanager
- 1960: Detlef Dähn, deutscher Buchautor, Historiker, Fotograf
- 1961: Ron Athey, US-amerikanischer Performancekünstler und Musiker
- 1961: Ulrike Krumbiegel, deutsche Schauspielerin
- 1962: Maruschka Detmers, niederländische Schauspielerin
- 1962: Erdoğan Ercivan, deutsch-türkischer Schriftsteller
- 1962: Charly Mottet, französischer Radrennfahrer
- 1963: Tuncay Akça, türkischer Schauspieler
- 1963: Benjamin Bratt, US-amerikanischer Schauspieler
- 1963: Jeff Carson, US-amerikanischer Country-Sänger

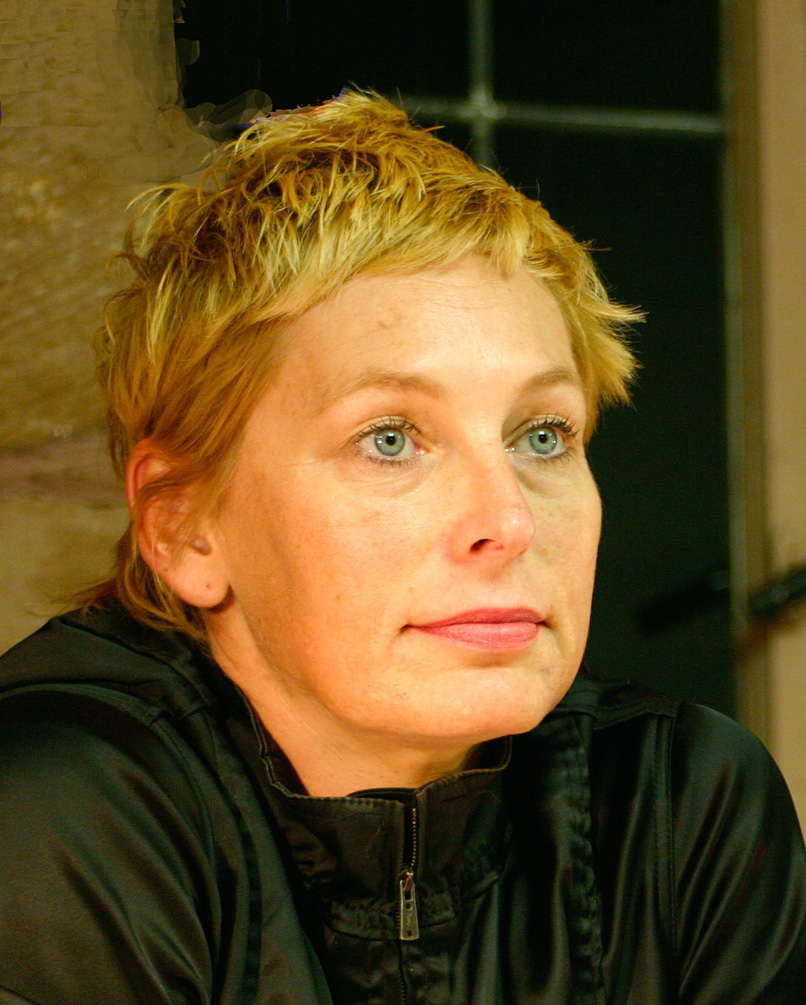
Bärbel Schäfer (* 1963)

- 1963: Bärbel Schäfer, deutsche Fernsehmoderatorin und -produzentin
- 1963: Johanna Schubert, deutsche Schauspielerin
- 1964: Sabine Akkermann, deutsche Politikerin
- 1964: Heike Drechsler, deutsche Leichtathletin, Abgeordnete der Volkskammer in der DDR
- 1964: Andy Haderer, österreichischer Jazztrompeter
- 1964: Thorsten Nindel, deutscher Schauspieler
- 1964: Anfissa Anatoljewna Reszowa, russische Skilangläuferin und Biathletin
- 1965: Christian Lavieille, französischer Rallye- und Motorradrennfahrer
- 1965: J. B. Smoove, US-amerikanischer Schauspieler, Komiker und Autor
- 1966: Ingo Abel, deutscher Schauspieler und Sprecher
- 1966: Konstanze Feindt Eißner, deutsche Bildhauerin und Zeichnerin
- 1966: Giancarlo Giorgetti, italienischer Politiker
- 1967: Donovan Bailey, kanadischer Leichtathlet
- 1967: Vincent Kinchin, britischer Bahnsportler
- 1967: Miranda Otto, australische Schauspielerin
- 1967: Ulrike Scharf-Gerlspeck, deutsche Politikerin, MdL
- 1969: Henning Bürger, deutscher Fußballspieler und -trainer

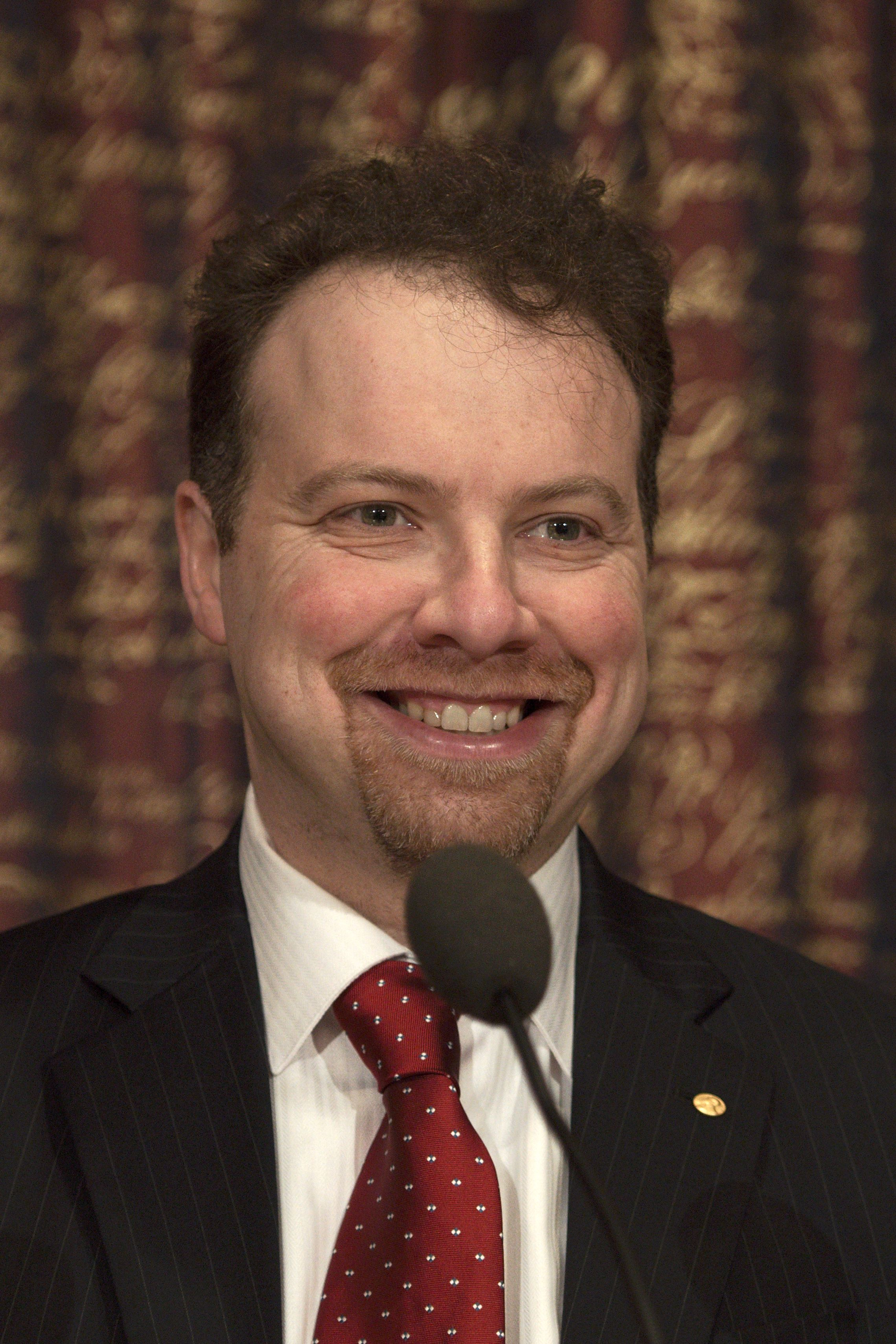
Adam Riess (* 1969)

- 1969: Adam Riess, US-amerikanischer Astronom, Nobelpreisträger
- 1969: Michelle Smith, irische Schwimmerin
- 1970: Christoph Fuhrbach, deutscher Langläufer
- 1971: Paul van Dyk, deutscher DJ und Musiker
- 1972: Julia Klöckner, deutsche Politikerin, MdB, MdL
- 1972: Paul Leyden, australischer Schauspieler, Regisseur, Filmproduzent und Drehbuchautor
- 1972: Jason Young, kanadischer Eishockeyspieler
- 1973: Kristie Boogert, niederländische Tennisspielerin
- 1973: Ronald Gläser, deutscher Journalist und Politiker
- 1973: Mariza, portugiesische Fado-Sängerin
- 1973: Scott Storch, US-amerikanischer Produzent, Songwriter und Keyboarder
- 1974: Daniel Antonsson, schwedischer Gitarrist, Bassist und Musikproduzent
- 1974: Salim Aribi, algerischer Fußballspieler
- 1974: Asuman Özdağlar, türkisch-US-amerikanische Informatikerin und Hochschullehrerin
- 1975: Gisella Marengo, italienische Schauspielerin

#### 1976–2000
- 1976: Ivan Kitanović, serbischer Musiker
- 1976: Gundula Momsen-Pflanz, deutsche Juristin
- 1976: Mona Petri, Schweizer Schauspielerin
- 1978: Joseph Absolom, britischer Schauspieler
- 1978: Daniel Arnold, deutscher Tischtennisspieler
- 1979: 40 Glocc, US-amerikanischer Rapper
- 1979: Benjamin Kugel, deutscher Fitnesstrainer
- 1979: Brodie Lee, US-amerikanischer Wrestler
- 1979: Daniel Narcisse, französischer Handballspieler
- 1980: Dexter Langen, deutscher Fußballspieler

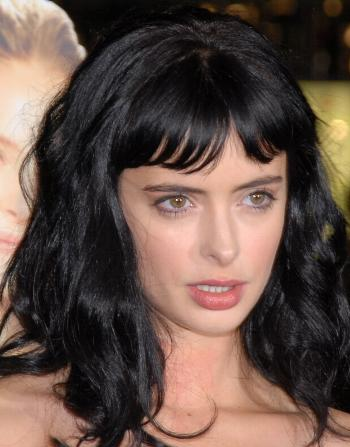
Krysten Ritter (* 1981)

- 1981: Krysten Ritter, US-amerikanische Schauspielerin
- 1981: Reanna Solomon, nauruische Gewichtheberin
- 1982: Stanislav Šesták, slowakischer Fußballspieler
- 1983: Dominik Klein, deutscher Handballspieler
- 1983: Sanja Rođak-Karšić, kroatische Fußballschiedsrichterassistentin
- 1983: Joshua Roman, US-amerikanischer Cellist und Komponist
- 1984: Daniel Fritz, deutscher Schauspieler
- 1985: Haftbefehl, deutscher Rapper
- 1985: Stanislaw Manolew, bulgarischer Fußballspieler
- 1985: James Nash, britischer Automobilrennfahrer
- 1985: Amanda Setton, US-amerikanische Schauspielerin
- 1985: José Alberto Shaffer, argentinischer Fußballspieler
- 1985: Bigna Silberschmidt, Schweizer Fernsehmoderatorin
- 1986: Roland Müller, österreichischer Skispringer
- 1986: Roman Anin, russisch-moldawischer Journalist
- 1986: Toni Podpolinski, deutscher Handballspieler
- 1986: Pärt Uusberg, estnischer Komponist, Chorleiter und Schauspieler
- 1988: Mats Hummels, deutscher Fußballspieler
- 1988: Park Seo-joon, südkoreanischer Schauspieler
- 1988: Anna Popplewell, britische Schauspielerin
- 1988: Alexei Schwed, russischer Basketballspieler
- 1989: Kerim Avcı, deutsch-türkischer Fußballspieler
- 1989: Wera Nebolsina, russische Schachspielerin
- 1990: Marie Graßhoff, deutsche Science-Fiction-Autorin
- 1990: Rebecca Marino, kanadische Tennisspielerin
- 1991: Andreas Hofmann, deutscher Speerwerfer
- 1992: Lieke Martens, niederländische Fußballspielerin
- 1993: Jyoti Amge, indische Rekordhalterin
- 1993: Lisa Theresa Hauser, österreichische Biathletin
- 1993: Stephan James, kanadischer Filmschauspieler
- 1993: Nick Kenny, walisischer Dartspieler
- 1994: Christopher Bell, US-amerikanischer Automobilrennfahrer
- 1994: Daniele Gabriele, deutsch-italienischer Fußballspieler
- 1994: Greta Masserano, italienische Ruderin
- 1995: Ama Degbeon, deutsche Basketballspielerin
- 1995: Anna Mila Guyenz, deutsches Model
- 1996: Rika Mayama, japanische Sängerin
- 1997: Hidefumi Denda, japanischer Nordischer Kombinierer
- 1997: Zara Larsson, schwedische Sängerin
- 1997: Kristen Nuss, US-amerikanische Beachvolleyballspielerin
- 1997: Marcos Ramírez, spanischer Motorradrennfahrer
- 1998: Casey Larson, US-amerikanischer Skispringer
- 1998: Mikael Ndjoli, englischer Fußballer
- 1998: Reece Oxford, englischer Fußballspieler

## Gestorben

### Vor dem 16. Jahrhundert
- 0705: Wu Zetian, Kaiserin Chinas
- 0714: Pippin der Mittlere, fränkischer Hausmeier
- 0866: Eberhard von Friaul, Markgraf von Friaul
- 0875: Ado von Vienne, Erzbischof und Heiliger
- 0882: Johannes VIII., Papst
- 0990: Folcuin, Abt von Lobbes
- 0999: Adelheid von Burgund, Kaiserin des Heiligen Römischen Reiches Deutscher Nation
- 1153: Ranulph de Gernon, englischer Adeliger
- Um 1163: Siegfried II., Graf von Lebenau
- 1204: Heinrich von Klingen, Abit im Kloster St. Gallen
- 1228: Beatrix von Albon, Dauphine von Viennois
- 1316: Öldscheitü, auch bekannt als Mohammad Chodabande, Ilchan von Persien
- 1400: Hans II. Pirckheimer, Nürnberger Patrizier und Ratsherr
- 1404: Albrecht I., Herzog von Bayern-Straubing und Graf von Holland
- 1435: Eleonore Urraca von Kastilien, Titular-Königin von Aragón, Sizilien und Sardinien
- 1474: ʿAlāʾ ad-Dīn ʿAlī ibn Muhammad al-Quschdschī, türkischer oder persischer Astronom, Mathematiker und Theologe

### 16. bis 18. Jahrhundert
- 1508: Heinrich der Jüngere zu Stolberg, Statthalter von Friesland

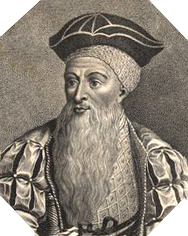
Afonso de Albuquerque († 1515)

- 1515: Afonso de Albuquerque, portugiesischer Militär, Politiker und Seefahrer
- 1523: Bernhard Adelmann von Adelmannsfelden, deutscher Humanist
- 1583: Iwan Fjodorow, russischer Buchdrucker
- 1589: Michael Bajus, katholischer Theologe
- 1598: Yi Sun-sin, koreanischer Militärführer und Admiral
- 1600: Karl I., Pfalzgraf und Herzog von Pfalz-Zweibrücken-Birkenfeld
- 1604: Georgius Koppehele, deutscher Theologe und Gründer der George Koppehele’schen Familienstiftung
- 1613: Michael Eiselin, deutscher Jesuit und Professor
- 1625: Elisabeth von Hessen-Kassel, Herzogin zu Mecklenburg und Dichterin
- 1627: Sebastián Aguilera de Heredia, spanischer Organist und Komponist
- 1631: Johann Günther II., Graf von Schwarzburg-Sondershausen
- 1643: Hermann Samson, deutsch-baltischer Geistlicher und Pädagoge
- 1650: Philipp von der Pfalz, pfälzischer Prinz
- 1672: Johann II. Kasimir, König von Polen
- 1675: Armand Nompar de Caumont, Marschall von Frankreich
- 1677: Hans Rudolf Werdmüller, Schweizer Offizier
- 1687: William Petty, britischer Physiker und Ökonom
- 1690: Luise Elisabeth von Kurland, Landgräfin von Hessen-Homburg
- 1692: Antonio Carneo, venezianischer Barockmaler
- 1693: Willem van de Velde der Ältere, niederländischer Maler
- 1702: Henry Fitzjames, illegitimer Sohn von Jakob II. von England
- 1708: Juan Ortega y Montañés, Erzbischof von Mexiko und Vizekönig von Neuspanien
- 1710: Wolfgang Heinrich Adelungk, deutscher Pädagoge und Schriftsteller
- 1724: Margarete von Rohr, deutsche Adelige
- 1735: Albrecht Konrad Graf Finck von Finckenstein, preußischer Feldmarschall
- 1743: Jakob Sigismund von Reinach-Steinbrunn, Fürstbischof von Basel
- 1744: Maria Anna von Österreich, Herzogin von Lothringen
- 1751: Leopold II. Maximilian, Fürst von Anhalt-Dessau
- 1751: Johann Christian Schöttgen, deutscher Pädagoge, Historiker und Lexikograph
- 1755: Valentin Johann Beselin, deutscher Jurist und Erster Bürgermeister von Rostock
- 1756: Balthasar König, deutscher Orgelbauer
- 1771: Sigismund III. Christoph von Schrattenbach, Fürsterzbischof von Salzburg
- 1774: François Quesnay, französischer Arzt und Kupferstecher
- 1779: Go-Momozono, 118. Kaiser von Japan
- 1783: Johann Adolph Hasse, deutscher Komponist
- 1790: Ludwig August Lebrun, deutscher Oboist und Komponist
- 1794: Jean-Baptiste Carrier, französischer Revolutionär

### 19. Jahrhundert

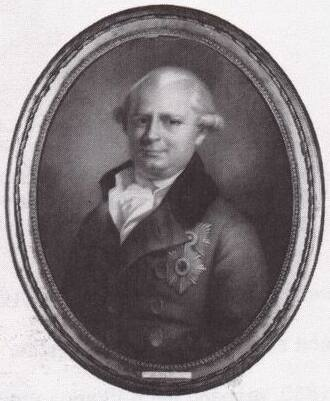
Erbprinz Karl Ludwig von Baden († 1801)

- 1801: Karl Ludwig von Baden, Erbprinz von Baden
- 1804: Christian Felix Weiße, deutscher Schriftsteller
- 1811: Samuel Daniell, britischer Maler
- 1824: Pierre Margaron, französischer General
- 1829: William Anderson, US-amerikanischer Politiker
- 1834: Antoine-Vincent Arnault, französischer Schriftsteller
- 1840: Johann Friedrich Abegg, deutscher Theologe

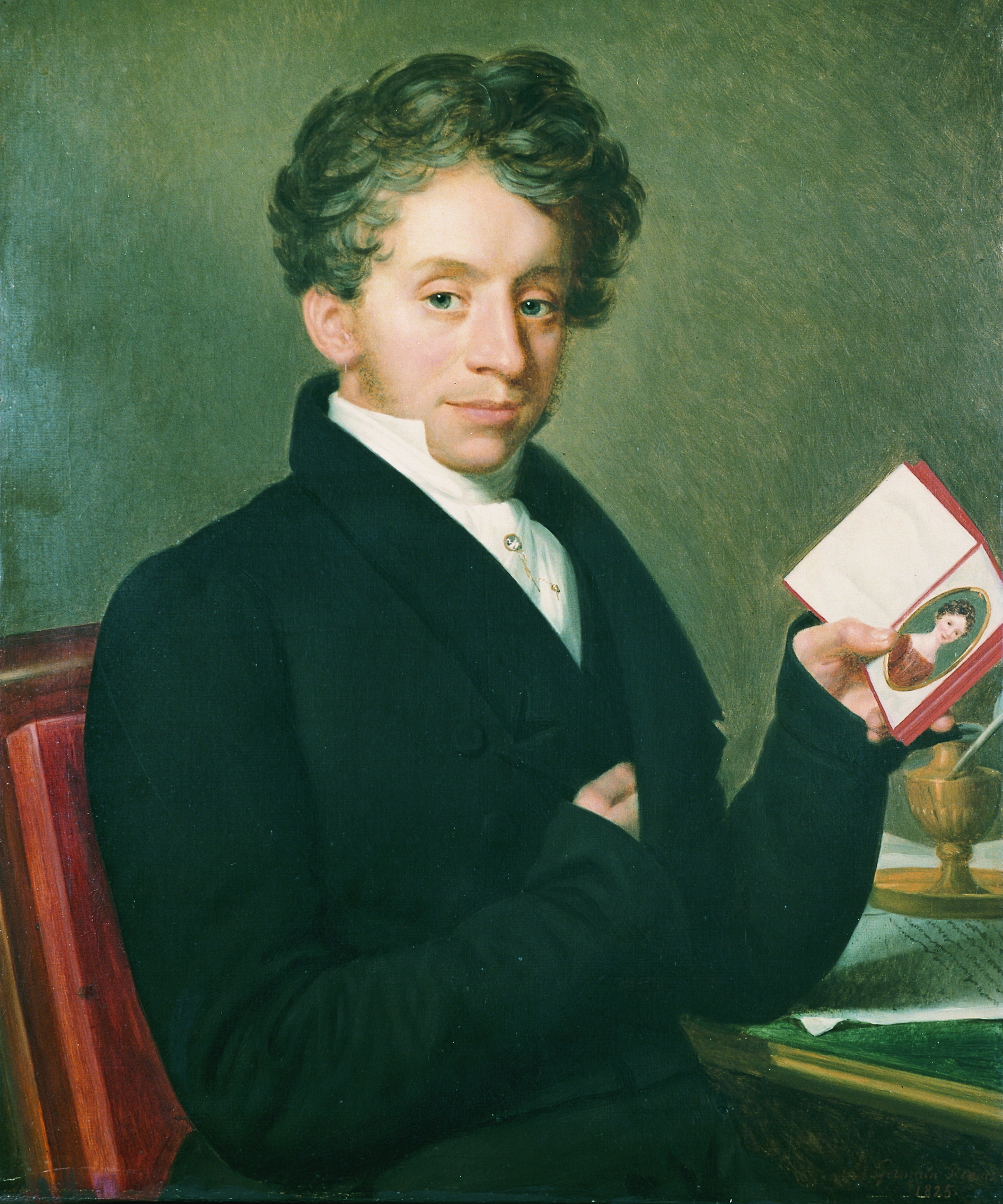
Georg Christian von Kessler († 1842)

- 1842: Georg Christian von Kessler, deutscher Schaumweinpionier, Gründer der ersten deutschen Sektkellerei
- 1848: Bruno Erhard Abegg, preußischer Politiker
- 1852: Andries Hendrik Potgieter, burischer Politiker und Voortrekker-Anführer
- 1859: Wilhelm Grimm, deutscher Sprachwissenschaftler und Märchensammler
- 1861: Karol Lipiński, polnischer Violinist, Komponist und Operndirigent
- 1862: Ewald Rudolf Stier, deutscher lutherischer Theologe
- 1865: Philip Allen, US-amerikanischer Politiker, Gouverneur und Senator von Rhode Island
- 1868: Aimée Davout, Ehefrau von Louis-Nicolas Davout und Schwester von Charles Victoire Emmanuel Leclerc
- 1869: Alexander Sussmann Adler, deutscher Rabbiner und Politiker
- 1871: Willibald Alexis, deutscher Schriftsteller
- 1873: Nino Bixio, italienischer Freiheitskämpfer
- 1874: August Bahlmann, deutscher römisch-katholischer Geistlicher
- 1877: Johann Anton Casparis der Ältere, Schweizer Jurist und Politiker
- 1878: Karl Gutzkow, deutscher Schriftsteller, Dramatiker und Journalist
- 1878: Richard Hartmann, deutscher Industrieller
- 1879: Johann Eduard Wappäus, deutscher Geograph und Statistiker
- 1883: Franz Sales Ehrlich, österreichischer Orgelbauer
- 1883: Joseph Otto Roehmer, königlich-preußischer Generalmajor
- 1890: Henry A. Edmundson, US-amerikanischer Politiker
- 1896: Heinrich Göschl, deutscher Bildhauer
- 1897: Alphonse Daudet, französischer Schriftsteller
- 1898: Pawel Michailowitsch Tretjakow, russischer Kaufmann, Kunstmäzen und Kunstsammler

### 20. Jahrhundert

#### 1901–1950
- 1903: Tante Hanna, deutsche Volksmissionarin
- 1903: Paul d’Ivry, französischer Komponist
- 1903: Ochiai Naobumi, japanischer Lyriker und Literaturwissenschaftler
- 1907: Chū Asai, japanischer Maler
- 1908: American Horse II, indianischer Häuptling
- 1909: Adelheid von Löwenstein-Wertheim-Rosenberg, deutsche Prinzessin und Ehefrau von König von Portugal
- 1909: Lina Morgenstern, deutsche Schriftstellerin, Frauenrechtlerin und Sozialaktivistin
- 1910: Hans Dominik, deutscher Offizier der Kaiserlichen Schutztruppe für Kamerun
- 1912: Walther Herwig, deutscher Förderer von Hochseefischerei und Meeresforschung
- 1912: George Rignold, australischer Schauspieler
- 1913: Léon Bollée, französischer Automobilhersteller, Konstrukteur und Erfinder
- 1914: Emil Usteri, Schweizer Jesuit und Hochschullehrer in Indien
- 1914: Ivan Zajc, kroatischer Komponist und Dirigent

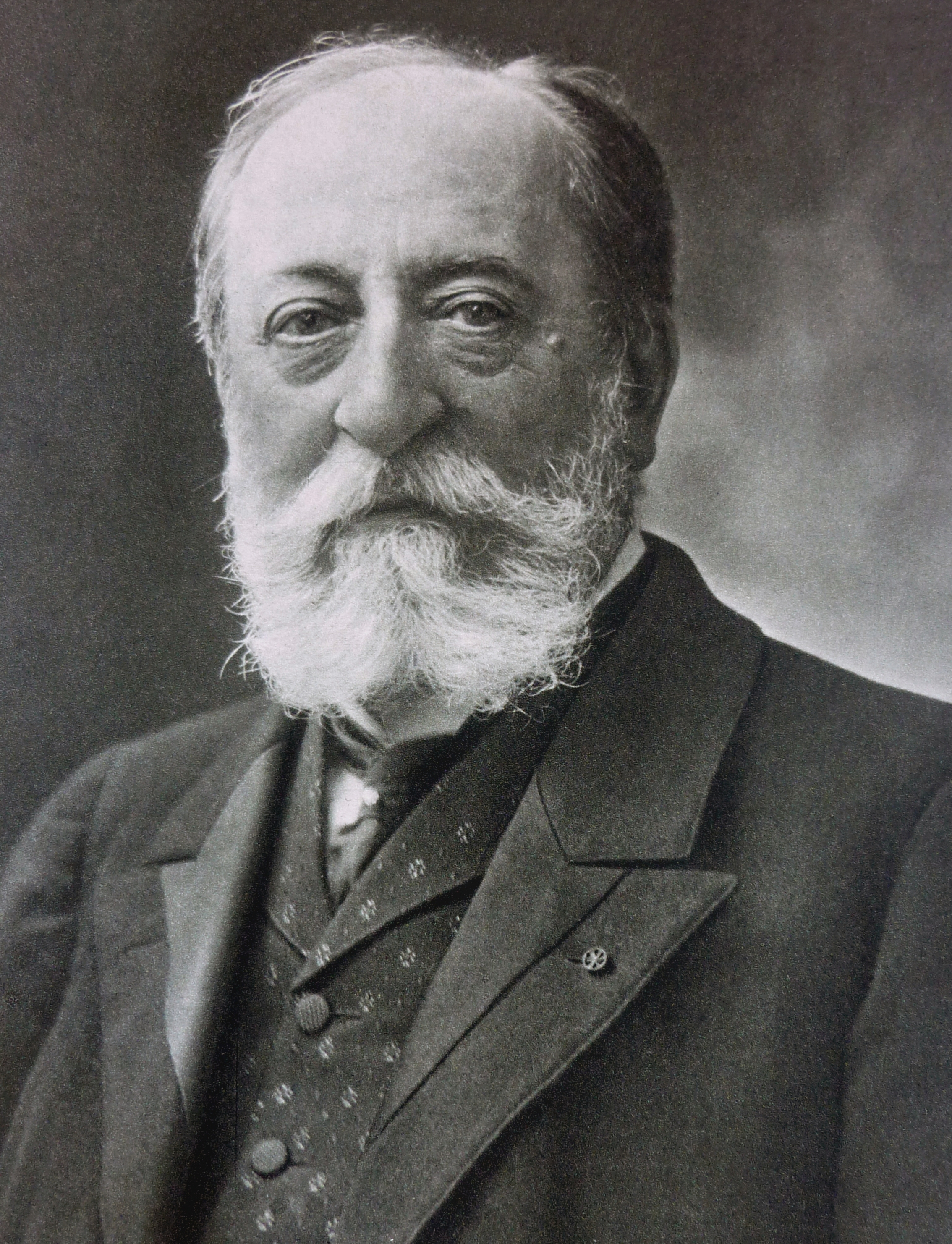
Camille Saint-Saëns († 1921)

- 1921: Camille Saint-Saëns, französischer Pianist, Organist, Musikwissenschaftler, Musikpädagoge und Komponist der Romantik
- 1922: Eliezer Ben-Jehuda, jüdischer Journalist und Autor, Erneuerer der hebräischen Sprache
- 1922: Gabriel Narutowicz, polnischer Wasserbauingenieur und Politiker, Minister, Staatspräsident
- 1922: Margarethe Lenore Selenka, deutsche Zoologin, Frauenrechtlerin und Friedensaktivistin
- 1927: Hugh Archibald Clarke, kanadischer Komponist
- 1935: Thelma Todd, US-amerikanische Schauspielerin
- 1937: Eugen Nägele, deutscher Naturschützer, Pädagoge und Heimatforscher
- 1937: Alexander Schitomirski, ukrainisch-russischer Komponist
- 1938: Adelheid von Bennigsen, deutsche Frauenrechtlerin
- 1939: Juan Demóstenes Arosemena Barreati, panamaischer Politiker, Staatspräsident
- 1940: Eugène Dubois, niederländischer Arzt und Anthropologe
- 1942: Selma Meerbaum-Eisinger, deutschsprachige jüdische Schriftstellerin, Opfer der Shoah
- 1943: Charlotte Garske, deutsche Widerstandskämpferin gegen und Opfer des Nationalsozialismus
- 1945: Giovanni Agnelli, italienischer Unternehmer
- 1947: Leo Kufelnizky, deutscher Palästinapionier
- 1948: Rudolf Löw, Schweizer Maler und Schriftsteller
- 1949: Jean-Josaphat Gagnier, kanadischer Dirigent und Komponist
- 1949: Ferdinand Pfohl, deutscher Musikschriftsteller und Komponist

#### 1951–2000
- 1951: Selim Palmgren, finnischer Komponist und Pianist
- 1954: Lee Morse, US-amerikanische Sängerin und Songwriterin
- 1955: Heinrich Laakmann, deutsch-baltischer Historiker
- 1958: János Székely, ungarischer Schriftsteller und Drehbuchautor
- 1959: Alfred Ahrens, deutscher Politiker
- 1961: Boris Semjonowitsch Schechter, russischer Komponist
- 1962: Charles Noble Arden-Clarke, britischer Kolonialverwaltungsbeamter
- 1965: Leonhard Maria Adler, österreichisch-deutscher Ingenieur, Politiker und Arbeiterpriester

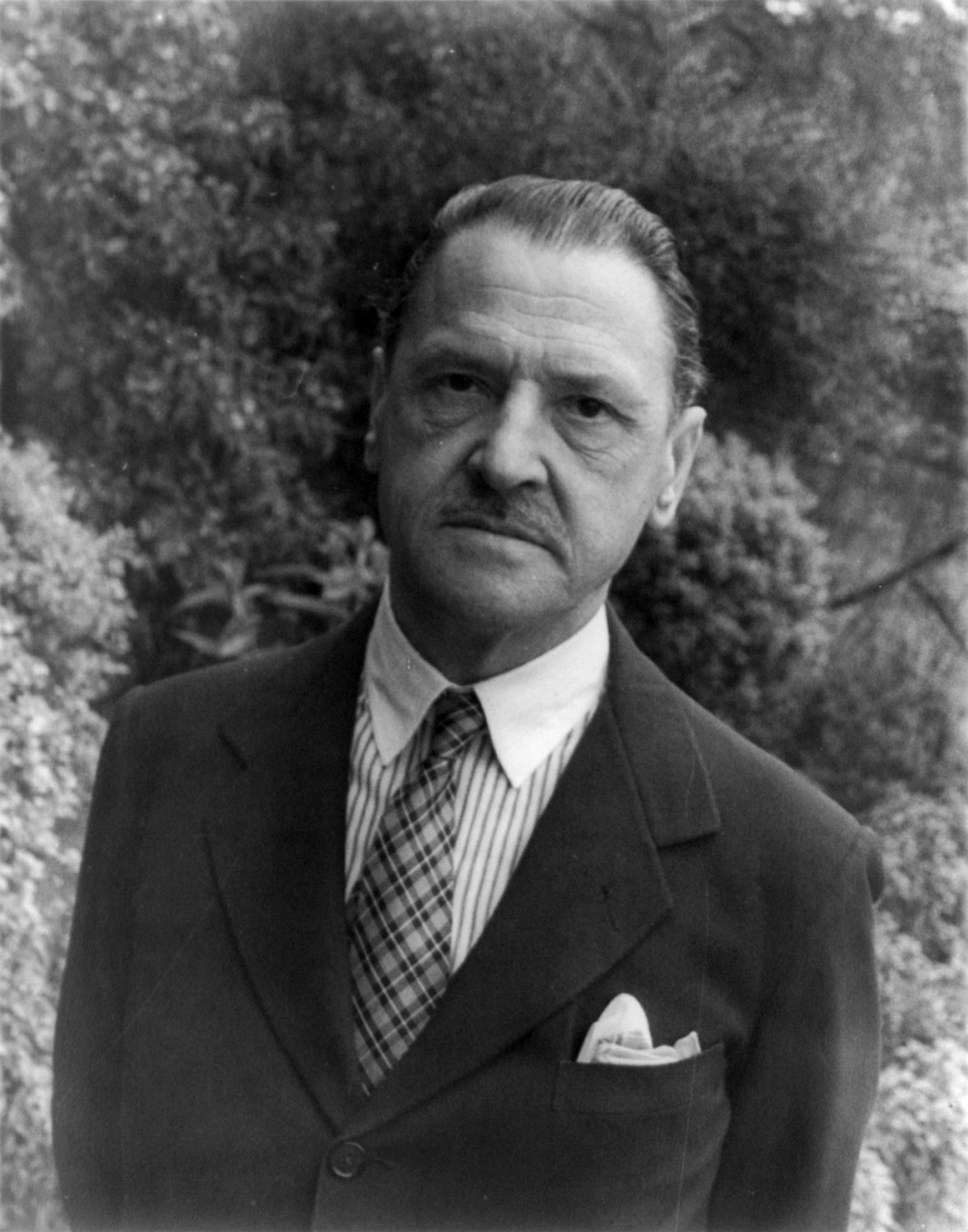
William Somerset Maugham († 1965)

- 1965: William Somerset Maugham, britischer Dramatiker, Schriftsteller, Arzt und Geheimagent
- 1966: Herbert Zimmermann, deutscher Sportjournalist
- 1970: Paul von Guilleaume, deutscher Automobilrennfahrer und Motorsportfunktionär
- 1973: Franz Xaver Fuhr, deutscher Maler
- 1977: Gustaf Emanuel Hildebrand Aulén, schwedischer Theologe und Bischof
- 1977: Thomas Schippers, US-amerikanischer Dirigent und Komponist
- 1979: Vaqif Mustafazadə, aserbaidschanischer Komponist und Pianist
- 1981: Lawrence Edward Watkin, US-amerikanischer Schriftsteller und Drehbuchautor
- 1982: Colin Chapman, britischer Rennwagen-Konstrukteur
- 1982: Egon Lampersbach, deutscher Politiker, MdB
- 1982: Toña la Negra, mexikanische Sängerin
- 1983: Grigori Alexandrow, sowjetischer Filmemacher
- 1985: Paul Castellano, US-amerikanischer Mafiaboss in New York
- 1988: Poul Thomsen, dänischer Schauspieler
- 1989: Lee van Cleef, US-amerikanischer Schauspieler
- 1989: Oscar Gálvez, argentinischer Automobilrennfahrer
- 1989: Silvana Mangano, italienische Schauspielerin
- 1989: Marjorie Westbury, britische Schauspielerin, Hörspielsprecherin und Sängerin
- 1990: Marc Augier, französischer Schriftsteller, Abenteurer und Alpinist
- 1993: Mathieu Lamberty, belgisch-luxemburgischer Komponist, Dirigent und Organist
- 1995: Anthony Ingrassia, US-amerikanischer Dramatiker, Theaterproduzent und -regisseur
- 1995: Johnny Moss, amerikanischer Pokerspieler
- 1996: Sir Laurens Jans van der Post, südafrikanisch-britischer Schriftsteller
- 1997: Lillian Disney, US-amerikanische Ehefrau von Walt Disney
- 1998: Clay Blair, US-amerikanischer Historiker und Sachbuchautor
- 1998: William Gaddis, US-amerikanischer Schriftsteller
- 1998: Jean de Montrémy, französischer Automobilrennfahrer und Rennwagenkonstrukteur
- 1998: Franz K. Opitz, Schweizer Kunstmaler, Fotograf, Poet, Musiker und Autor
- 1999: Dorit Kreysler, österreichische Schauspielerin
- 2000: William H. Hill, US-amerikanischer Komponist und Musikpädagoge

### 21. Jahrhundert
- 2001: Stuart Adamson, britischer Musiker

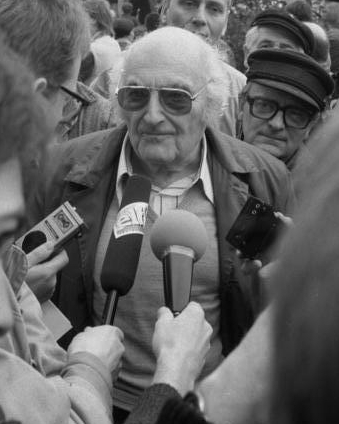
Stefan Heym († 2001)

- 2001: Roy Brocksmith, US-amerikanischer Schauspieler
- 2001: Stefan Heym, deutscher Schriftsteller und Journalist
- 2002: Dorthy de Rooij, niederländische Organistin, Komponistin und Musikpädagogin
- 2003: Aglaja Schmid, österreichische Schauspielerin
- 2003: Gary Stewart, US-amerikanischer Countrymusiker und Liedtexter
- 2004: Martha Carson, US-amerikanische Country-Gospel-Musikerin
- 2004: Agnes Martin, US-amerikanische Künstlerin
- 2004: Yehudit Naot, israelische Politikerin
- 2005: Adolf Adam, deutscher Prälat, Pastoraltheologe und Liturgiewissenschaftler
- 2005: Kenneth Bulmer, britischer Schriftsteller
- 2005: Rudolf Titzck, deutscher Politiker, MdL, Landesminister, Landtagspräsident
- 2007: Dan Fogelberg, US-amerikanischer Komponist, Multiinstrumentalist und Sänger
- 2007: Harald Genzmer, deutscher Komponist
- 2007: Ivan Nemet, jugoslawisch-schweizerischer Schachgroßmeister
- 2009: Roy E. Disney, US-amerikanischer Filmproduzent, Neffe von Walt Disney
- 2009: Jegor Gaidar, russischer Ministerpräsident
- 2009: Florian Hufsky, Gründer der österreichischen Piratenpartei
- 2009: Kurt Kelm, deutscher Übersetzer
- 2010: Hermann Ansorge, deutscher Agrikulturchemiker
- 2010: Karen Tuttle, US-amerikanische Bratschistin und Musikpädagogin
- 2011: Mark Kopytman, israelischer Komponist und Musikpädagoge
- 2011: Eberhard Walde, deutscher Politiker
- 2011: Nicol Williamson, britischer Schauspieler
- 2012: Axel Anderson, puerto-ricanischer Schauspieler
- 2014: Karl-Heinz Kurras, deutscher Polizeibeamter und Todesschütze
- 2015: Heinz-Otto Kreiss, schwedisch-US-amerikanischer Mathematiker
- 2017: Erhard Ragwitz, deutscher Musikwissenschaftler, Komponist und Hochschullehrer
- 2017: Rudolf Kröner, deutscher Fußballspieler und -trainer
- 2019: Joachim Naumann, deutscher Diplomat
- 2020: Flavio Cotti, Schweizer Politiker
- 2021: Yves Dreyfus, französischer Degenfechter
- 2021: Victor Sillon, französischer Leichtathlet
- 2022: Ernest Fernando, sri-lankischer Ringer
- 2022: Hans Peter Hallwachs, deutscher Schauspieler
- 2024: Anita Bryant, US-amerikanische Sängerin
- 2024: Giuseppe Cuscito, italienischer Archäologe und Historiker
- 2024: Sonja Northing, deutsche Politikerin

## Feier- und Gedenktage
- Kirchliche Gedenktage
  - Hl. Josef von Nazaret (orthodox)
  - Hl. Adelheid von Burgund, deutsche Kaiserin und Klostergründerin (evangelisch, römisch-katholisch, orthodox)
  - Beginn von Las posadas (evangelisch: ELCA)
- Namenstage
  - Adelheid
- Staatliche Feier- und Gedenktage
  - Südafrika: Day of Reconciliation (1838)

Weitere Einträge enthält die Liste von Gedenk- und Aktionstagen.